# Ducas (istoric)
Ducas (c. 1400 - după 1462) a fost un istoric bizantin care a scris sub Constantin al XI-lea Paleologul, ultimul împărat bizantin. Lui i se datorează cele mai importante relatări din ultimele decenii ale Imperiului Bizantin.

## Viața
Data nașterii lui Ducas nu este înregistrată și nici numele sau numele părinților săi. S-a născut probabil în 1390, undeva în vestul Asiei Mici, unde bunicul său patern, Mihail Ducas, a fugit. Mihail Ducas a fost elogiat de nepotul său ca un om învățat, în special în materie de medicină. El a jucat un rol în războaiele civile bizantine de la mijlocul secolului al XIV-lea ca partizan al lui Ioan al VI-lea Cantacuzino. Mihail Ducas a fost arestat de Alexios Apokaukos și a fost unul dintre prizonierii palatului unde Apokaukos a fost ucis de unii dintre deținuți. Mihail Ducas a evitat la limită să devină unul dintre cei 200 de prizonieri uciși ca răzbunare ascunzându-se în camera subterană a Noii Biserici. El și alți cinci s-au deghizat în călugări și au reușit să scape de Constantinopol. Mihail Ducas l-a cunoscut pe Isa, nepotul lui Aydin, care i-a devenit patron și s-a stabilit la Efes. El a rămas acolo chiar și după sfârșitul războiului civil, convins că, mai devreme sau mai târziu, toate rămășițele statului bizantin vor ceda în fața atacului turc. Deși nepotul său susține acest lucru, nu se știe, dacă era cazul, Michael era rudă cu vechea dinastie imperială bizantină a Doukai.